# Men Sam An
Dans ce nom khmer, le nom de famille, Men, précède le nom personnel Sam An.
Men Sam An (en khmer ម៉ែន សំអន), née le 15 août 1953 à Sambour (Cambodge), est une femme politique cambodgienne, vice-Première ministre permanente du Cambodge de 2008 à 2023.

## Biographie
Men Sam An rejoint l’armée comme infirmière militaire en 1970, à l'époque de la République khmère. Elle est endoctrinée et enrôlée dans la milice comme les autres jeunes gens, mais fuit dans la forêt et devient une guérilla qui combat les Khmers rouges.
En 2003, membre du Parti populaire cambodgien, elle est élue pour représenter la province de Svay Rieng à l'Assemblée nationale du Cambodge.
Le 16 juillet 2004, elle est nommée ministre des Relations parlementaires et de l'Inspection dans le gouvernement d'Hun Sen. Le 25 septembre 2008, elle devient vice-Première ministre permanente du Cambodge. Elle est la première femme à accéder à ce poste,.
En 2012, elle est la femme de plus haut rang du parti populaire cambodgien.

## Crédits d’auteur
- (en) Cet article est partiellement ou en totalité issu de l’article de Wikipédia en anglais intitulé « Men Sam An » (voir la liste des auteurs).